# Индуктивность

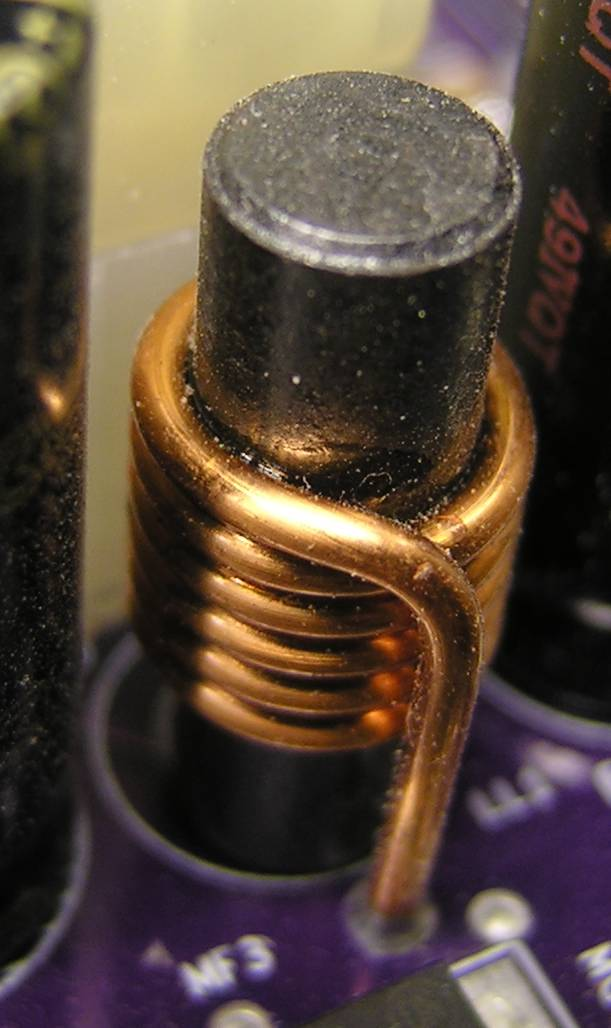
Катушка индуктивности

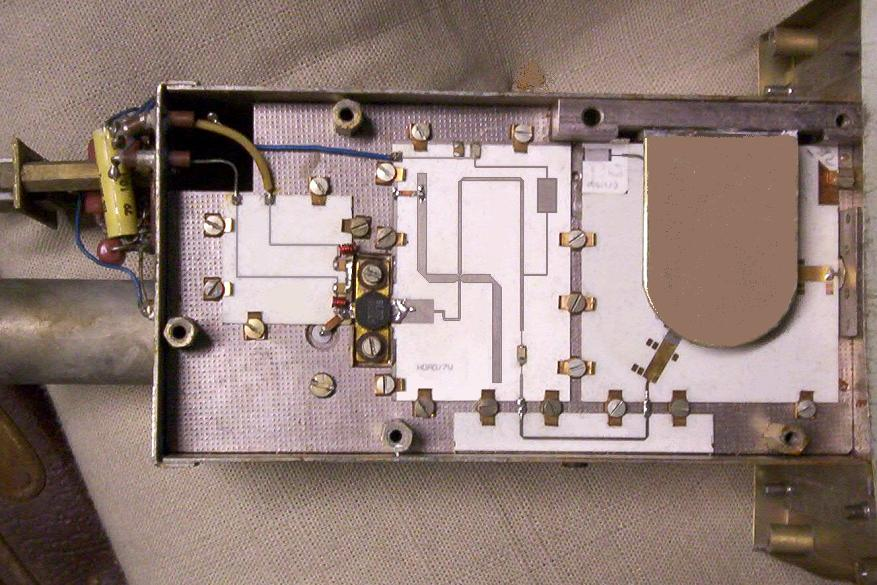
Индуктивность микрополосковой линии является распределённой и характеризуется значением индуктивности на единицу длины

Индукти́вность (или коэффициент самоиндукции) — коэффициент пропорциональности между электрическим током {\displaystyle I}, текущим в каком-либо замкнутом контуре, и полным магнитным потоком {\displaystyle \Phi }, называемым также потокосцеплением, создаваемым этим током через поверхность, краем которой является данный контур:
{\displaystyle \displaystyle \Phi =LI}.
Зависит от формы проводников с током и магнитной проницаемости среды. Обозначается буквой {\displaystyle L}, в СИ измеряется в генри.

## Определение. Некоторые формулы
Индуктивность определяется как отношение {\displaystyle L={\frac {\Phi }{I}}} магнитного потока {\displaystyle \Phi }, пронизывающего контур, к току в контуре {\displaystyle I}. Обычно {\displaystyle L=\,} const({\displaystyle I}), кроме тех случаев, когда магнитная проницаемость среды зависит от поля.
Величина {\displaystyle L} используется при характеризации свойства проводника противодействовать появлению, прекращению и всякому изменению в нём тока. Через индуктивность выражается ЭДС самоиндукции в контуре, возникающая при изменении {\displaystyle I}:
{\displaystyle {\mathcal {E}}_{i}=-{\frac {d\Phi }{dt}}=-L{\frac {dI}{dt}}}.
Как следует из этой формулы, индуктивность численно равна ЭДС самоиндукции (в вольтах), возникающей в контуре при изменении силы тока на 1 А за 1 с. Вышеуказанное свойство, по сути, является электрической инерцией (её мерой служит ЭДС), подобной инерции тел в механике.
При заданной силе тока индуктивность определяет энергию магнитного поля, создаваемого током:
{\displaystyle W={\frac {LI^{2}}{2}}}.
Это соотношение может быть удобным для вычисления {\displaystyle L} в ситуациях, когда адекватно указать замкнутый контур непросто (особенно если неприменимо квазистационарное приближение), скажем, при рассмотрении индуктивности прямого длинного провода.

## Создание индуктивности
Практически участки цепи со значительной индуктивностью выполняют в виде катушек индуктивности. Элементами малой индуктивности (применяемыми для больших рабочих частот) могут быть одиночные (в том числе и неполные) витки или даже прямые проводники; при высоких рабочих частотах необходимо учитывать индуктивность всех проводников.
Для имитации индуктивности, то есть ЭДС на элементе, пропорциональной и противоположной по знаку скорости изменения тока через этот элемент, в электронике используются и устройства, не основанные на электромагнитной индукции (см. Гиратор); такому элементу можно приписать определённую эффективную индуктивность, используемую в расчётах полностью (хотя вообще говоря с определёнными ограничивающими условиями) аналогично тому, как используется обычная индуктивность.

## Обозначение и единицы измерения
В системе единиц СИ индуктивность выражается в генри, сокращённо «Гн». Контур обладает индуктивностью в один генри, если при изменении тока на один ампер в секунду на выводах контура будет возникать напряжение в один вольт.
В вариантах системы СГС — системе СГСМ и в гауссовой системе индуктивность измеряется в сантиметрах (1 Гн = 109 см; 1 см = 1 нГн); для сантиметров в качестве единиц индуктивности применяется также название абгенри. В системе СГСЭ единицу измерения индуктивности либо оставляют безымянной, либо иногда называют статгенри (1 статгенри ≈ 8,987552⋅1011 генри: коэффициент перевода численно равен 10−9 от квадрата скорости света, выраженной в см/с).
Символ L, используемый для обозначения индуктивности, был принят в честь Эмилия Христиановича Ленца. Единица измерения индуктивности названа в честь Джозефа Генри. Сам термин индуктивность был предложен Оливером Хевисайдом в феврале 1886 года.

## Теоретическое обоснование
Если в проводящем контуре течёт ток, то ток создаёт магнитное поле.
Будем вести рассмотрение в квазистатическом приближении, подразумевая, что переменные электрические поля достаточно слабы либо меняются достаточно медленно, чтобы можно было пренебречь порождаемыми ими магнитными полями.
Ток считаем одинаковым по всей длине контура (пренебрегая ёмкостью проводника, которая позволяет накапливать заряды в разных его участках, что вызвало бы неодинаковость тока вдоль проводника и заметно усложнило бы картину).
По закону Био — Савара — Лапласа, величина вектора магнитной индукции, создаваемой некоторым элементарным (в смысле геометрической малости участка проводника, рассматриваемого как элементарный источник магнитного поля) током в каждой точке пространства, пропорциональна этому току. Суммируя поля, создаваемые каждым элементарным участком, приходим к тому, что и магнитное поле (вектор магнитной индукции), создаваемое всем проводником, также пропорционально порождающему току.
Рассуждение выше верно для вакуума. В случае присутствия магнитной среды (магнетика) с заметной (или даже большой) магнитной восприимчивостью, вектор магнитной индукции (который и входит в выражение для магнитного потока) будет заметно (или даже во много раз) отличаться от того, каким бы он был в отсутствие магнетика (в вакууме). Мы ограничимся здесь линейным приближением, тогда вектор магнитной индукции, хотя, возможно, возросший (или уменьшившийся) в заметное количество раз по сравнению с отсутствием магнетика при том же контуре с током, тем не менее остаётся пропорциональным порождающему его току.
Тогда магнитный поток, то есть поток поля вектора магнитной индукции:
{\displaystyle \Phi =\int \limits _{S}\mathbf {B} \cdot \mathbf {dS} }
через любую конкретную фиксированную поверхность S (в частности и через интересующую нас поверхность, краем которой является наш контур с током) будет пропорционален току, так как пропорционально току B всюду под интегралом.
Заметим, что поверхность, краем которой является контур, может быть достаточно сложна, если сложен сам контур. Уже для контура в виде просто многовитковой катушки такая поверхность оказывается достаточно сложной. На практике это приводит к использованию некоторых упрощающих представлений, позволяющих легче представить такую поверхность и приближённо рассчитать поток через неё (а также в связи с этим вводятся некоторые дополнительные специальные понятия, подробно описанные в отдельном параграфе ниже). Однако здесь, при чисто теоретическом рассмотрении нет необходимости во введении каких-то дополнительных упрощающих представлений, достаточно просто заметить, что как бы ни был сложен контур, в данном параграфе мы имеем в виду «полный поток» — то есть поток через всю сложную (как бы многолистковую) поверхность, натянутую на все витки катушки (если речь идет о катушке), то есть о том, что называется потокосцеплением. Но поскольку нам здесь не надо конкретно рассчитывать его, а нужно только знать, что он пропорционален току, нам не слишком интересен конкретный вид поверхности, поток через которую нас интересует (ведь свойство пропорциональности току сохраняется для любой).
Итак, мы обосновали:
{\displaystyle \Phi \ }~{\displaystyle \ I,}
этого достаточно, чтобы утверждать, введя обозначение L для коэффициента пропорциональности, что
{\displaystyle \Phi =LI.}
В заключение теоретического обоснования покажем, что рассуждение корректно в том смысле, что магнитный поток не зависит от конкретной формы поверхности, натянутой на контур. (Действительно, даже на самый простой контур может быть натянута — в том смысле, что контур должен быть её краем — не единственная поверхность, а разные, например, начав с двух совпадающих поверхностей, затем одну поверхность можно немного прогнуть, и она перестанет совпадать со второй). Поэтому надо показать, что магнитный поток одинаков для любых поверхностей, натянутых на один и тот же контур.
Но это действительно так: возьмём две такие поверхности. Вместе они будут составлять одну замкнутую поверхность. А мы знаем (из закона Гаусса для магнитного поля), что магнитный поток через любую замкнутую поверхность равен нулю. Это (с учётом знаков) означает, что поток через одну поверхность и другую поверхность — равны. Что доказывает корректность определения.

## Свойства индуктивности
- Индуктивность[14] всегда положительна.
- Индуктивность зависит только от геометрических размеров контура и магнитных свойств среды (для катушки — её сердечника)[15].
- Индуктивность может опосредованно зависеть от температуры окружающей среды и частоты сигнала (через зависимость проницаемости среды {\displaystyle \mu } от соответствующих величин).
- В случае среды с постоянными значениями {\displaystyle \mu } индуктивность является константой, но в случае нелинейной среды, когда {\displaystyle \mu } зависит от напряжённости магнитного поля, индуктивность будет изменяться с током.
- Применительно к цепи синусоидального тока с частотой {\displaystyle \omega }, элементу «индуктивность» может быть приписано реактивное сопротивление {\displaystyle X_{L}=\omega L}.
- Ток через индуктивность не может изменяться скачком[16].

## Индуктивность в ряде важных случаев

### Виток, цилиндрическая катушка
Величина магнитного потока, пронизывающего одновитковый контур, связана с величиной тока в нём следующим образом:
{\displaystyle \displaystyle \Phi =L_{1}I}
где {\displaystyle L_{1}} — индуктивность витка.
В случае катушки, состоящей из {\displaystyle N} витков, предыдущее выражение модифицируется к виду:
{\displaystyle \displaystyle \Phi =LI}
где {\displaystyle \Phi =\sum \limits _{i=1}^{N}{\Phi _{i}}} — сумма магнитных потоков через все витки (это полный поток, называемый в электротехнике потокосцеплением, именно он фигурирует в качестве магнитного потока в общем определении индуктивности и в теоретическом обосновании выше), а {\displaystyle L} — индуктивность многовитковой катушки. {\displaystyle \Phi } называют потокосцеплением или полным магнитным потоком. Коэффициент пропорциональности {\displaystyle L} иначе называется коэффициентом самоиндукции катушки.
Если принять, что потоки, пронизывающие каждый из витков, одинаковы (что часто соответствует реальности, в хорошем приближении), то {\displaystyle \Phi =N\cdot \phi }. При этом, что существенно, поток {\displaystyle \Phi } через конкретный виток отличается от того, каким он был бы в «одновитковой» ситуации, ибо присутствие {\displaystyle N} витков приводит к {\displaystyle N}-кратному росту магнитного поля {\displaystyle B}, а значит, и потока через конкретный виток (как если бы в {\displaystyle N} раз возрос ток в самом витке). В результате {\displaystyle \Phi =N\cdot (NL_{1}I)}, откуда
{\displaystyle L=L_{1}N^{2}}.
Чуть иными словами, магнитный поток через каждый виток увеличивается в {\displaystyle N} раз — так как его создают теперь {\displaystyle N} единичных витков, и потокосцепление ещё в {\displaystyle N} раз, поскольку это поток через {\displaystyle N} единичных витков.
На практике магнитные поля в центре и на краях катушки всё-таки не совсем одинаковы, поэтому используются более сложные формулы.

### Соленоид

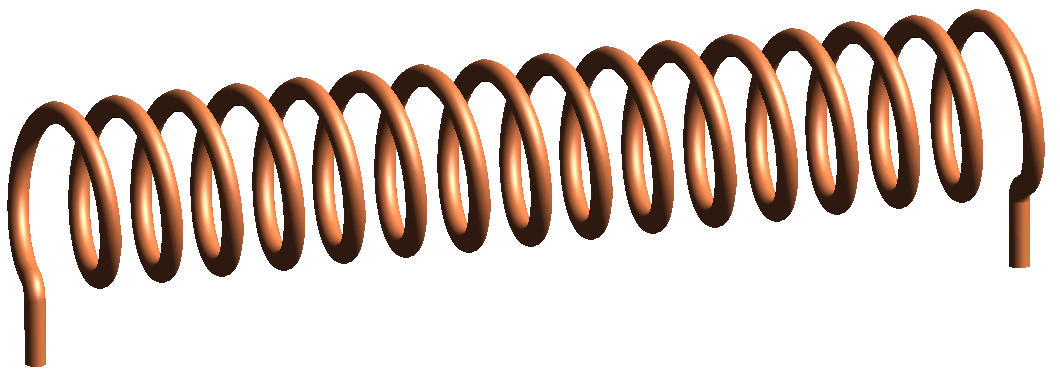
Катушка в форме соленоида (конечной длины)

Соленоид — катушка, длина которой намного больше, чем её диаметр (также в дальнейших выкладках подразумевается, что толщина обмотки намного меньше, чем диаметр катушки). При этих условиях и без использования магнитного сердечника плотность магнитного потока (или магнитная индукция) {\displaystyle B}, которая выражается в системе СИ в тесла [Тл], внутри катушки вдали от её концов (приближённо) равна
{\displaystyle \displaystyle B={\frac {\mu _{0}Ni}{l}}}
или
{\displaystyle \displaystyle B=\mu _{0}ni,}
где {\displaystyle \mu _{0}} — магнитная постоянная, {\displaystyle N} — число витков, {\displaystyle i} — ток в амперах [А], {\displaystyle l} — длина катушки в метрах [м] и {\displaystyle n} — плотность намотки витков в [м−1]. Пренебрегая краевыми эффектами на концах соленоида, получим, что потокосцепление через катушку равно плотности потока {\displaystyle B} [Тл], умноженному на площадь поперечного сечения {\displaystyle S} [м2] и число витков {\displaystyle N}:
{\displaystyle \displaystyle \Psi ={\frac {\mu _{0}N^{2}iS}{l}}=\mu _{0}n^{2}iV,}
где {\displaystyle V=Sl} — объём катушки. Отсюда следует формула для индуктивности соленоида (без сердечника):
{\displaystyle \displaystyle L={\frac {\mu _{0}N^{2}S}{l}}=\mu _{0}n^{2}V.}
Если катушка внутри полностью заполнена магнитным сердечником, то индуктивность отличается на множитель {\displaystyle \mu } — относительную магнитную проницаемость сердечника:
{\displaystyle \displaystyle L={\frac {\mu _{0}\mu N^{2}S}{l}}=\mu _{0}\mu n^{2}V.}
В случае, когда {\displaystyle \mu \gg 1}, под S можно понимать площадь сечения сердечника [м2] и пользоваться данной формулой даже при толстой намотке, если только полная площадь сечения катушки не превосходит площади сечения сердечника во много раз.

### Тороидальная катушка

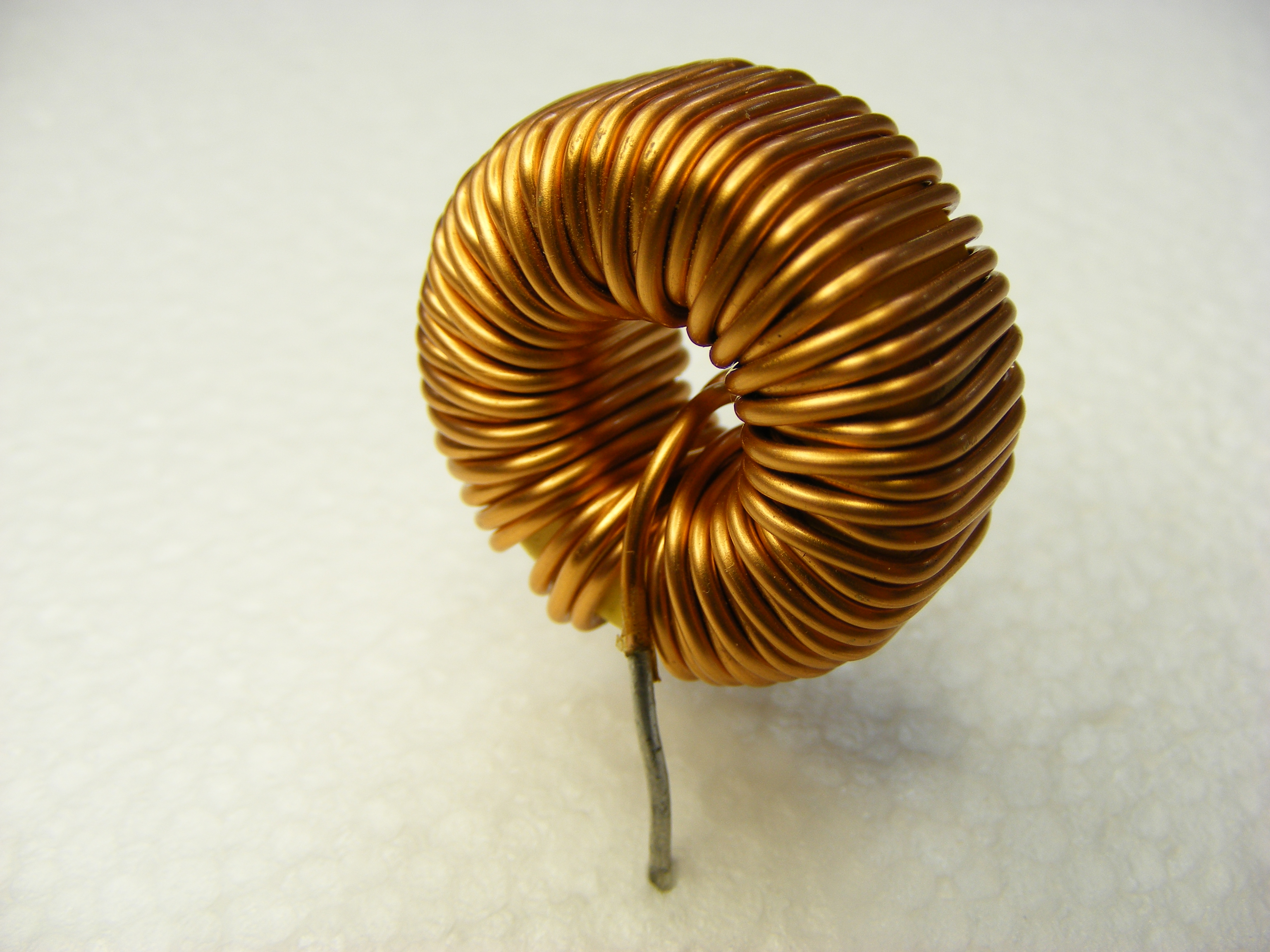
Тороидальная катушка

Для тороидальной катушки, намотанной на сердечнике из материала с большой магнитной проницаемостью, можно приближённо пользоваться формулой для бесконечного прямого соленоида (см. выше):
{\displaystyle L=N^{2}\cdot {\frac {\mu _{0}\mu S}{2\pi r}},\,}
где {\displaystyle 2\pi r} — оценка длины соленоида ({\displaystyle r} — средний радиус тора).
Лучшее приближение дает формула…
{\displaystyle L=N^{2}\cdot {\frac {\mu _{0}\mu h}{2\pi }}\cdot \ln {\frac {R}{r}},\,}
где предполагается сердечник прямоугольного сечения с наружным радиусом R и внутренним радиусом r, высотой h.

### Длинный прямой проводник
Для длинного прямого (или квазилинейного) провода кругового сечения индуктивность выражается приближённой формулой:
{\displaystyle L={\frac {\mu _{0}}{2\pi }}l{\Big (}\mu _{e}\mathrm {ln} {\frac {l}{r}}+{\frac {1}{4}}\mu _{i}{\Big )},}
где {\displaystyle \mu _{0}} — магнитная постоянная, {\displaystyle \mu _{e}} — относительная магнитная проницаемость внешней среды (которой заполнено пространство (для вакуума {\displaystyle \mu _{e}=1}), {\displaystyle \mu _{i}} — относительная магнитная проницаемость материала проводника, {\displaystyle l} — длина провода, {\displaystyle r\ll l} — радиус его сечения.

## Таблица индуктивностей
Символ {\displaystyle \mu _{0}} обозначает магнитную постоянную (4π⋅10−7 Гн/м).
Из-за скин-эффекта распределение тока в проводниках может зависеть от частоты, вследствие чего индуктивность на низких и высоких частотах различается. Для учёта этого эффекта в формулах используется постоянная Y:
- Y = 0, когда ток равномерно распределён по поверхности провода (скин-эффект, высокие частоты),
- Y = 1⁄4, когда ток равномерно распределён по поперечному сечению провода (низкие частоты).

В случае скин-эффекта нужно учитывать, что при маленьких расстояниях между проводниками в поверхностях текут дополнительные вихревые токи (эффект экранирования), и выражения, содержащие Y, становятся неточными.
| Вид                                                                | Индуктивность | Комментарий |
| ------------------------------------------------------------------ | --- | --- |
| Соленоид с тонкой обмоткой                                         | {\displaystyle {\frac {\mu _{0}r^{2}N^{2}}{3l}}\left[-8w+3{\frac {\sqrt {1+m}}{m}}\left(K\left({\sqrt {\frac {m}{1+m}}}\right)-\left(1-m\right)E\left({\sqrt {\frac {m}{1+m}}}\right)\right)\right]} {\displaystyle ={\frac {\mu _{0}r^{2}N^{2}\pi }{l}}\left(1-{\frac {8w}{3\pi }}+{\frac {w^{2}}{2}}-{\frac {w^{4}}{4}}+{\frac {5w^{6}}{16}}-{\frac {35w^{8}}{64}}+...\right)} для {\displaystyle w\ll 1} {\displaystyle =\mu _{0}rN^{2}\left[\left(1+{\frac {1}{32w^{2}}}+O\left({\frac {1}{w^{4}}}\right)\right)\log(8w)-{\frac {1}{2}}+{\frac {1}{128w^{2}}}+O\left({\frac {1}{w^{4}}}\right)\right]} для {\displaystyle w\gg 1} | N — число витков, r — радиус соленоида, l — длина соленоида, {\displaystyle w={\frac {r}{l}},} m = 4w2, E, K — эллиптические интегралы |
| Коаксиальный кабель                                                | {\displaystyle {\frac {\mu _{0}l}{2\pi }}\left(Y+\ln \left({\frac {b}{a}}\right)\right)} | a — радиус центрального проводника, b — внутренний радиус экрана, l — длина                                                            |
| Одиночный круговой виток                                           | {\displaystyle \mu _{0}r\cdot \left(\ln \left({\frac {8r}{a}}\right)-2+Y+O\left({\frac {a^{2}}{r^{2}}}\right)\right)} | r — радиус витка, a — радиус проводника                                                                                                |
| Прямоугольный контур из круглого в сечении проводника              | {\displaystyle {\frac {\mu _{0}}{\pi }}\left(b\ln \left({\frac {2b}{a}}\right)+d\ln \left({\frac {2d}{a}}\right)-\left(b+d\right)\left(2-Y\right)+2{\sqrt {b^{2}+d^{2}}}\right)} {\displaystyle \;\;-{\frac {\mu _{0}}{\pi }}\left(b\cdot \operatorname {arsh} \left({\frac {b}{d}}\right)+d\cdot \operatorname {arsh} \left({\frac {d}{b}}\right)+O\left(a\right)\right)} | b, d — длины сторон, d > a, b > a, a — радиус проводника                                                                               |
| Два параллельных одинаковых проводника                             | {\displaystyle {\frac {\mu _{0}l}{\pi }}\left(\ln \left({\frac {d}{a}}\right)+Y\right)} | a — радиус проводника, d — расстояние между проводниками, d ≥ 2a, l — длина проводника                                                 |
| Два параллельных одинаковых проводника, высокая частота            | {\displaystyle {\frac {\mu _{0}l}{\pi }}\operatorname {arch} \left({\frac {d}{2a}}\right)={\frac {\mu _{0}l}{\pi }}\ln \left({\frac {d}{2a}}+{\sqrt {{\frac {d^{2}}{4a^{2}}}-1}}\right)} | a — радиус проводника, d — расстояние между проводниками, d ≥ 2a, l — длина проводника                                                 |
| Проводник, параллельный идеально проводящей стене                  | {\displaystyle {\frac {\mu _{0}l}{2\pi }}\left(\ln \left({\frac {2d}{a}}\right)+Y\right)} | a — радиус проводника, d — расстояние до стены, d ≥ a, l — длина проводника                                                            |
| Проводник, параллельный идеально проводящей стене, высокая частота | {\displaystyle {\frac {\mu _{0}l}{2\pi }}\operatorname {arch} \left({\frac {d}{a}}\right)={\frac {\mu _{0}l}{2\pi }}\ln \left({\frac {d}{a}}+{\sqrt {{\frac {d^{2}}{a^{2}}}-1}}\right)} | a — радиус проводника, d — расстояние до стены, d ≥ a, l — длина проводника                                                            |